# Geer & Goor: waarheen, waarvoor?
Geer & Goor: waarheen, waarvoor? is een televisieprogramma van RTL 4 met de zangers Gerard Joling en Gordon als hoofdpersonen. Het programma is een vervolg op Geer & Goor: Effe geen cent te makken.

## Programma-inhoud
Het programma is een spin-off van hun programma's Joling & Gordon over de vloer en met name Geer & Goor: Effe geen cent te makken. De zangers worden gevolgd terwijl ze "de bucketlists van vele ouderen afwerken": ze laten de wensen van een aantal ouderen in vervulling gaan. Ze varen onder andere met een jacht langs de Turkse kust, gaan op bedevaart naar Lourdes en organiseren een partyreis naar Ibiza.
De eerste uitzending was op 28 augustus 2014.
In oktober 2014 maakte het Nationaal Ouderenfonds bekend dat 2.400 nieuwe vrijwilligers zich hadden aangemeld door het programma.
Als vervolg op deze serie maakten Gerard en Gordon in 2016 het programma Geer & Goor: Zoeken een hobby!, waarin ze ouderen helpen bij het zoeken naar een hobby.